# El fantasma de Gaudí

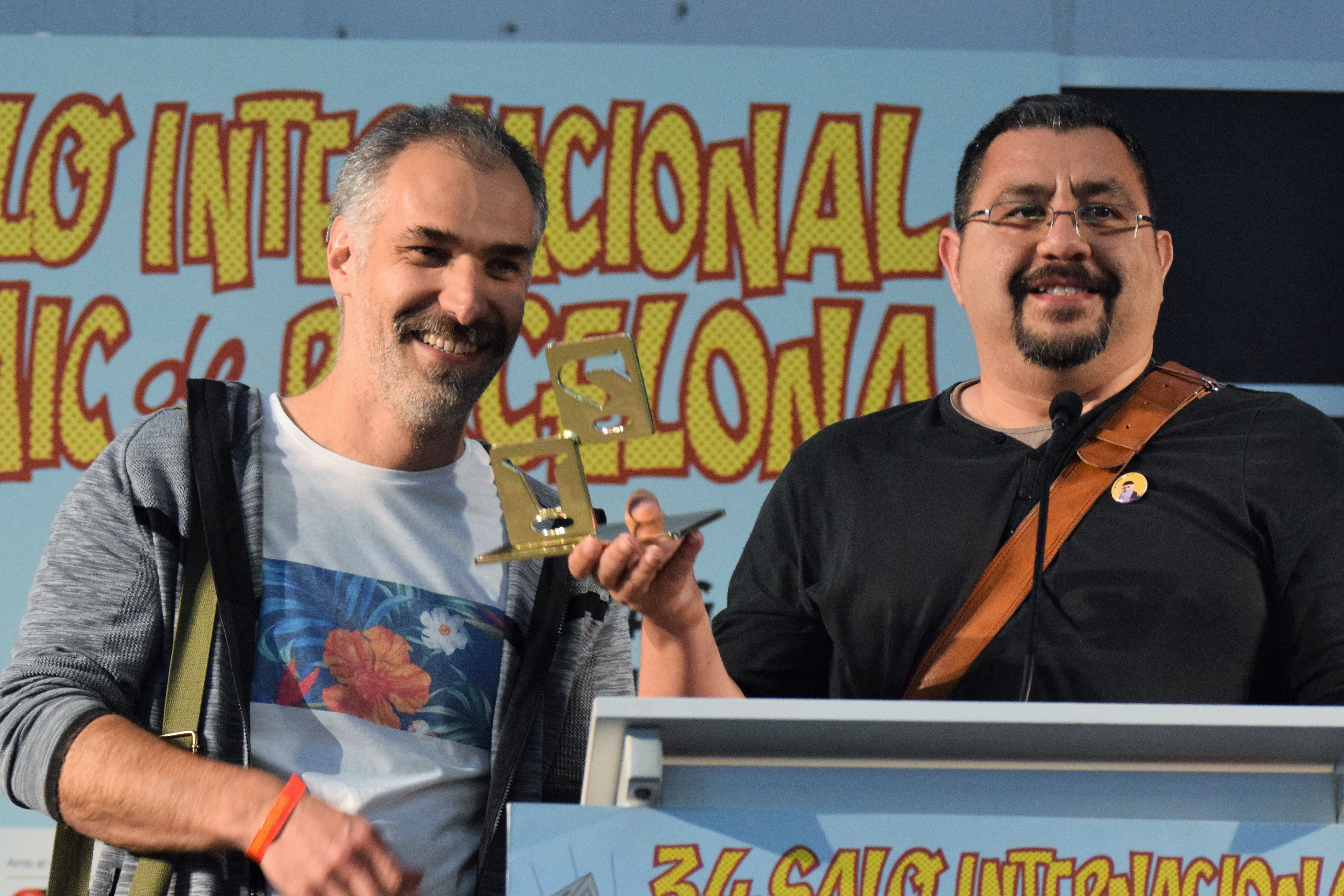
Jesús Alonso Iglesias i El Torres recollint el Premi a la Millor Obra per El fantasma de Gaudí.

El fantasma de Gaudí, (traduït en català com Els fantasmes de Gaudí) és un còmic realitzat pel guionista El Torres i pel dibuixant Jesús Alonso Iglesias. Va ser publicat per l'editorial Dibbuks el 2015. L'obra va guanyar en la categoria de Millor obra d'autor espanyol al 34è Saló del Còmic de Barcelona.

## Sinopsi
L'Antonia, una senzilla caixera de supermercat, salva un home gran de ser atropellat. Aquest simple acte desencadenarà una sèrie de terribles esdeveniments. En els principals edificis construïts per Antoni Gaudí a la ciutat de Barcelona apareixen cadàvers amb unes mutilacions esfereïdores. La polícia es troba en un carreró sense sortida, i l'Antonia assegura una vegada i una altra que ha vist el fantasma d'en Gaudí.